# 5209 Oloosson
Az 5209 Oloosson (ideiglenes jelöléssel (5209) 1989 CW1) egy kisbolygó a Naprendszerben. Seki, T. fedezte fel 1989. február 13-án.